# シアトル
シアトル（英語: Seattle、英語発音: [siˈæṭl] ( 音声ファイル)、）は、アメリカ合衆国のワシントン州北西部キング郡にある都市。同州最大の都市かつ同郡の郡庁所在地である。また、人口は73万7015人（2020年）で太平洋岸北西部最大の都市である。

## 概説
都市圏人口は約400万人で全米で15番目に大きい。人口は2010年から2020年に21％増えており、アメリカでも人口増加の著しい都市圏の一つである。シアトルはアメリカの主要都市で最も北に位置しており、カナダ国境まで160km程である。

## 歴史
市名はこの地に先住したネイティブ・アメリカンであるスクアミシュ族のシアトル酋長の名に因んでいる。スクアミシュ族は19世紀に連邦政府によってインディアン居留地へ強制移住させられ、彼らの土地にシアトルが建設された。部族がこの地を離れる際の、シアトル酋長の演説は有名である。
ヨーロッパ系の入植者の定住が始まったのはワシントン準州が設置された1853年頃である。当時は林業と漁業が主要産業だった。1865年には人口が増えて、州政府から自治体と認定された。
1873年、ノーザン・パシフィック鉄道の大陸横断鉄道が西海岸に到達したが、ターミナル駅はシアトルの50km南のタコマに建設された。このため、シアトルの発展は遅れることになる。
1893年、グレート・ノーザン鉄道がシアトルに到達したことで、全米の鉄道網と結ばれた。タコマより湾の入口に近いシアトル港は急速に発展した。
「グレート・ノーザン鉄道を父とし、日本郵船を母とする。」の言葉で有名なように、この両社によって東洋貿易の中継地点として発展を遂げた。
1935年8月、シアトル郊外のキャピタルヒルで行われたコヨーテ狩りを通じて、日本の皇室に対して不敬な行為がなされ国際問題化。日本の抗議に対してアメリカ国務省極東局長が遺憾の意を表明した。

### 2020年の人種差別抗議活動
2020年5月のジョージ・フロイドの死を端に発する人種差別抗議デモが市内で拡大。同年6月10日から11日にかけて、デモ隊の一部が市街地の一角を占拠してキャピトルヒル自治区の設定を宣言した。警察を排除した自治区内では、死亡者を出す銃撃事件が発生するなど治安が悪化。当初、デモに同情的であった市長も自治区の排除命令を出し、同年7月1日、暴動鎮圧用装備で身を固めた警察隊により強制排除された。その後も、デモ参加者らによる抗議活動は続き、同年7月25日には放火や建物を損壊する大規模なデモが発生。警察隊が閃光弾やコショウスプレーを使用して45人を逮捕する一方、警官21人が負傷した。

## 地理
シアトルは、ピュージェット湾とワシントン湖の間に位置している。座標は、北緯47度37分35秒、西経122度19分59秒(47.626353, −122.333144)。
アメリカ合衆国統計局によると、この都市は総面積369.2km²(142.5mi²)である。このうち217.2km²(83.9mi²)が陸地で152.0km²(58.7mi²)が水地域である。総面積の41.17%が水地域となっている。

## 気候
地中海性気候（Cs）から西岸海洋性気候への移行地帯に位置しており、冬も緯度の割に寒くない。
秋から春にかけては雨が多く、1週間雨の降る日が続く事もあるが傘が必要な雨ではない。雨が多い街として有名だが、それは霧雨が何日も降り続くからで降水量そのものはそれほど多くは無い。夏は暑くても日陰にいれば涼しいと感じる程度であり、海水は年中冷たく基本的に泳ぐことはできない。夏でも朝晩は冷え込むことがあるので、薄い上着を用意しておくのが無難である。
雪はめったに降らないがフィヨルドとして形成されたピュージェット湾岸全域は坂が多いため雪に弱く、数センチ程度の積雪でバスが止まり、学校が休みになることが年に数回ある。冬はダウンタウンから車で30分くらいで雪景色に変わり、1時間くらいでスキー場に行くことができる。
| シアトル（シアトル・タコマ国際空港）の気候 | シアトル（シアトル・タコマ国際空港）の気候 | シアトル（シアトル・タコマ国際空港）の気候 | シアトル（シアトル・タコマ国際空港）の気候 | シアトル（シアトル・タコマ国際空港）の気候 | シアトル（シアトル・タコマ国際空港）の気候 | シアトル（シアトル・タコマ国際空港）の気候 | シアトル（シアトル・タコマ国際空港）の気候 | シアトル（シアトル・タコマ国際空港）の気候 | シアトル（シアトル・タコマ国際空港）の気候 | シアトル（シアトル・タコマ国際空港）の気候 | シアトル（シアトル・タコマ国際空港）の気候 | シアトル（シアトル・タコマ国際空港）の気候 | シアトル（シアトル・タコマ国際空港）の気候 |
| 月                                         | 1月                                        | 2月                                        | 3月                                        | 4月                                        | 5月                                        | 6月                                        | 7月                                        | 8月                                        | 9月                                        | 10月                                       | 11月                                       | 12月                                       | 年                                         |
| ------------------------------------------ | ------------------------------------------ | ------------------------------------------ | ------------------------------------------ | ------------------------------------------ | ------------------------------------------ | ------------------------------------------ | ------------------------------------------ | ------------------------------------------ | ------------------------------------------ | ------------------------------------------ | ------------------------------------------ | ------------------------------------------ | ------------------------------------------ |
| 最高気温記録 °C （°F）                     | 18 (64)                                    | 21 (70)                                    | 26 (79)                                    | 29 (84)                                    | 34 (93)                                    | 36 (97)                                    | 39 (102)                                   | 37 (99)                                    | 37 (99)                                    | 32 (90)                                    | 23 (73)                                    | 18 (64)                                    | 39 (102)                                   |
| 平均最高気温 °C （°F）                     | 8.2 (46.8)                                 | 9.8 (49.6)                                 | 11.9 (53.4)                                | 14.5 (58.1)                                | 17.9 (64.2)                                | 20.9 (69.6)                                | 24.2 (75.6)                                | 24.4 (75.9)                                | 21.2 (70.2)                                | 15.2 (59.4)                                | 10.3 (50.5)                                | 7.4 (45.3)                                 | 15.5 (59.9)                                |
| 平均最低気温 °C （°F）                     | 2.7 (36.9)                                 | 2.7 (36.9)                                 | 4.1 (39.4)                                 | 5.7 (42.3)                                 | 8.5 (47.3)                                 | 11.1 (52)                                  | 13.1 (55.6)                                | 13.3 (55.9)                                | 11.2 (52.2)                                | 7.7 (45.9)                                 | 4.4 (39.9)                                 | 2 (36)                                     | 7.2 (45)                                   |
| 最低気温記録 °C （°F）                     | −18 (0)                                    | −17 (1)                                    | −12 (10)                                   | −2 (28)                                    | −2 (28)                                    | 3 (37)                                     | 6 (43)                                     | 7 (45)                                     | 2 (36)                                     | −2 (28)                                    | −14 (7)                                    | −14 (7)                                    | −18 (0)                                    |
| 降水量 mm （inch）                         | 141.2 (5.559)                              | 88.9 (3.5)                                 | 94.5 (3.72)                                | 68.8 (2.709)                               | 49 (1.93)                                  | 39.6 (1.559)                               | 17.8 (0.701)                               | 22.4 (0.882)                               | 36.8 (1.449)                               | 88.4 (3.48)                                | 166.9 (6.571)                              | 135.9 (5.35)                               | 950.2 (37.409)                             |
| 降雪量 cm （inch）                         | 3.3 (1.3)                                  | 3.6 (1.42)                                 | 1.8 (0.71)                                 | 0 (0)                                      | 0 (0)                                      | 0 (0)                                      | 0 (0)                                      | 0 (0)                                      | 0 (0)                                      | 0 (0)                                      | 2.8 (1.1)                                  | 3.8 (1.5)                                  | 15 (5.9)                                   |
| 平均降水日数 （≥0.01 in）                  | 18.2                                       | 14.7                                       | 16.9                                       | 14.3                                       | 12.0                                       | 9.1                                        | 5.0                                        | 4.8                                        | 7.9                                        | 13.1                                       | 18.4                                       | 17.6                                       | 152                                        |
| 平均降雪日数 （≥0.1 in）                   | 1.1                                        | 0.7                                        | 0.5                                        | 0                                          | 0                                          | 0                                          | 0                                          | 0                                          | 0                                          | 0                                          | 0.4                                        | 1.4                                        | 4.1                                        |
| 平均月間日照時間                           | 71.3                                       | 110.2                                      | 179.8                                      | 207.0                                      | 254.2                                      | 267.0                                      | 313.1                                      | 282.1                                      | 222.0                                      | 142.6                                      | 72.0                                       | 52.7                                       | 2,174                                      |
| 出典1：NOAA(1981-2010 平年値、極値 1948-)  |                                            |                                            |                                            |                                            |                                            |                                            |                                            |                                            |                                            |                                            |                                            |                                            |                                            |
| 出典2：HKO(日照 1961-1990)                 |                                            |                                            |                                            |                                            |                                            |                                            |                                            |                                            |                                            |                                            |                                            |                                            |                                            |

## 人口動勢
主要記事：シアトルの人口動勢
2000年の国勢調査で、この都市は人口563,374人である。この都市の人種的な構成は白人73.40%、アフリカン・アメリカン8.44%、インディアン1.10%、アジア13.71%、太平洋諸島系0.50%、その他の人種6.84%および混血4.70%である。
この都市の世帯ごとの平均的な収入は45,736米ドルであり、家族ごとの平均的な収入は62,195米ドルである。男性は40,929米ドルに対して女性は35,134米ドルの平均的な収入がある。この都市一人当たりの収入（per capita income）は30,306米ドルである。人口の11.8%および家族の6.9%は貧困線以下である。全人口のうち18歳未満の13.8%および65歳以上の10.2%は貧困線以下の生活を送っている。

### 移民
シアトルは、不法移民に比較的寛容な聖域都市の代表例一つである。このため統計上には現れない住民も多数存在する。

## 芸術・文化

### 音楽
音楽では、ニルヴァーナ、パール・ジャムに代表されるグランジ・ロックの発祥の地である。また、伝説的ギタリストジミ・ヘンドリックスもシアトルの生まれで、彼の墓が近郊のレントンにある。先述のグランジ・ロック隆盛のきっかけともなったレーベルであるサブ・ポップの拠点でもあり、現在でも同レーベルからはフリート・フォクシーズやザ・ポスタル・サービス、郊外からもデス・キャブ・フォー・キューティーやモデスト・マウスなどの良質なオルタナティヴ・ロックバンドを数多く輩出している土地である。
また交響楽団も存在し、シアトル交響楽団はダウンタウンエリアに本拠地を構えている。

### 舞台芸術
バレエでは北米大陸有数のバレエ団である、パシフィックノースウエストバレエ団が本拠地を構えている。オペラはシアトルオペラが存在する。上記の二団体はシアトル・センター内に所在するマリオン・オリバー・マッコー・ホールを本拠地としている。

### 美術館・博物館
美術では、ダウンタウンにシアトル美術館（Seattle Art Museum、通称SAM（サム））と呼ばれる美術館がある。博物館では、マイクロソフトの共同創業者であるポール・アレンが設立した大衆文化についての非営利の博物館のミュージアム・オブ・ポップカルチャーがある。

## 教育機関
州立のワシントン大学は、優秀なコンピュータ技術者をよく育てていることでも知られている。また、ブルース・リーはワシントン大学在学中にジークンドーを開き、その後も親子でシアトルに住んでいた。彼とその息子、ブランドン・リーの墓もシアトルにある。
比較的小規模ながら北西部では名門のシアトル大学もダウンタウン近くにあり、ロースクールとビジネススクールは特に人気がある。

## メディア
主要記事：シアトル内のメディア
シアトルの主要な新聞は日刊紙シアトル・タイムズおよびSeattle Post-Intelligencerである。これらはタイムズが閉鎖または譲渡する事を求めていた事から（2004年）、Joint Operating Agreement下で広告およびビジネス部門を共有している。日系メディアとして「Junglecity.com」「北米報知」、「YOUMAGA」、「Soy Source」、「IBUKI Magazine」などがある。
シアトルにはテレビ局およびラジオ局も多い。
主要ネットワーク・テレビジョン系列はKOMO4（ABC）、KING-TV5（NBC）、KIRO7（CBS）、KCTS9（PBS）、KSTW11（CW）、KCPQ13（FOX）、KMYQ22/10（MyNetworkTV）および KWPX33/3（i）である。
主要なラジオ放送局はKUBE93.3、KNDD107.7、KBKS106.1、KIRO-AM710、KOMO-AM1000、KUOW-FM94.9（NPR系列）、KPLU-FM88.5（タコマ）およびKBCS91.3（ベルビュー）が含まれる。このほか、KEXP-FM90.3（EMP系列）および公立学校システムが所有者であり、ネイサン・ヘール高等学校の生徒によって運営されているKNHC-FM89.5が含まれる。

## スポーツ
| チーム                             | スポーツ         | リーグ                                      | 競技場                                     |
| ---------------------------------- | ---------------- | ------------------------------------------- | ------------------------------------------ |
| シアトル・マリナーズ               | 野球             | MLB - AL                                    | T-モバイル・パーク                         |
| シアトル・レインFC                 | サッカー         | NWSL                                        | ルーメン・フィールド                       |
| シアトル・シーホークス             | フットボール     | NFL - NFC                                   | ルーメン・フィールド                       |
| シアトル・サウンダーズ             | サッカー         | MLS（男子）                                 | ルーメン・フィールド                       |
| シアトル・ストーム                 | バスケットボール | WNBA                                        | クライメット・プレッジ・アリーナ           |
| シアトル・クラーケン               | アイスホッケー   | NHL                                         | クライメット・プレッジ・アリーナ           |
| シアトル・サンダーバーズ           | アイスホッケー   | WHL                                         | クライメット・プレッジ・アリーナ           |
| ラット・シティー・ローラーガールス | ローラーゲーム   | WFTDA                                       | マグノリア公園ハンガー30                   |
| シアトル・シー・ドラゴンズ         | フットボール     | XFL - ノース・ディビジョン (2020年、2023年) | ルーメン・フィールド                       |
| シアトル・オルカズ                 | クリケット       | MLC                                         | メリームア・パーク・クリケット・グラウンド |

## 公園
- シアトル・センター
- ガスワークパーク

## 経済
狭い海峡に守られたピュージェット湾は大陸氷河によって削られてできた天然の良港で、古くから貿易港、軍港として栄えた。暖流のアラスカ海流の影響で、高緯度の割には気候は穏やかで年間を通して安定した降水量がある。そのため、森林資源が豊富で木材工業、紙・パルプ工業が発展した。アメリカの港町の中で日本に一番近いため（大圏コース）、日本の貿易の歴史も古く、第二次世界大戦前、戦後まもなくの間氷川丸が寄港していた。
また、シアトルは世界の航空・宇宙産業の中核をなすボーイングをはじめ、マイクロソフト、アマゾン、スターバックス、シアトルズベストコーヒーなど、世界に名を知られる大企業の誕生の地である。特にアマゾンの経済効果が大きく、企業城下町とも呼ばれる。

### ボーイング ~ 航空機産業
戦後は航空機産業が発達し、とりわけボーイング社の誕生はシアトルを大きく変えた。ボーイング社の発展におけるシアトルへの影響は計り知れないほど大きく、関係者は人口のおよそ3割を占めるともいわれ、ボーイング社の経営が市経済を大きく左右している。1971年のボーイング・ショックは市財政を大きく揺るがした出来事でもあった。また、2001年の本社のシカゴ移転は大きな衝撃となった。

### マイクロソフト・アマゾン ~ IT関連産業とシリコンフォレスト
シアトルに本拠地を構えるアマゾンの他、世界最大のコンピューター・ソフトウェア会社のマイクロソフトとニンテンドー・オブ・アメリカがシアトル近郊のレドモンドに本拠地を置いていることもあり、シアトルを含めた一帯ではIT関連産業の成長が著しく、シリコンバレーに対応してポートランドと共にシリコンフォレストと名乗っており、内陸のスポケーンやアイダホ州のボイシにまで影響している。

### スターバックスコーヒー・タリーズコーヒー ～ シアトル系コーヒー
シアトルを中心にアメリカ西海岸から発展したスペシャルティコーヒーは、シアトル系コーヒーと呼ばれている。シアトルで開業したスターバックスがシアトル系コーヒーショップの代表的存在である。タリーズコーヒーもシアトルに本拠地を置いている。

### その他の産業と優良企業

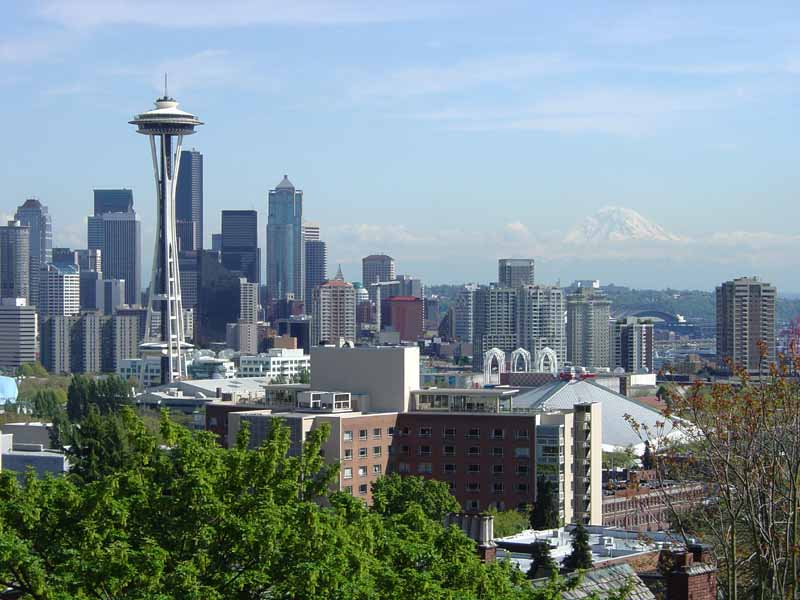
スペースニードルのあるダウンタウンの眺め

1962年の万国博覧会（シアトル万国博覧会）会場跡地であるシアトル・センターには、シアトルのシンボルタワーであるスペースニードル、パシフィック・サイエンス・センターがある。前述のボーイング、スターバックス、IT関係の企業の他、ノードストローム、ウェアハウス・クラブ（会員制倉庫型卸売小売）チェーンのコストコ（Costco Wholesale Corporation）など優良企業がシアトルおよびその近郊に本社を置いている。
さらに、ワシントン・ステイト・フェリーは全米最大のフェリー会社である。トッド・パシフィック造船所など、軍需・民需の造船業も古くから盛んである。

## 交通

### 道路
- 州間高速道路5号線（I-5）
- 州間高速道路90号線（I-90）

### 空港
- シアトル・タコマ国際空港（通称シータック空港）
- キング郡国際空港 - ボーイングフィールド

### 鉄道

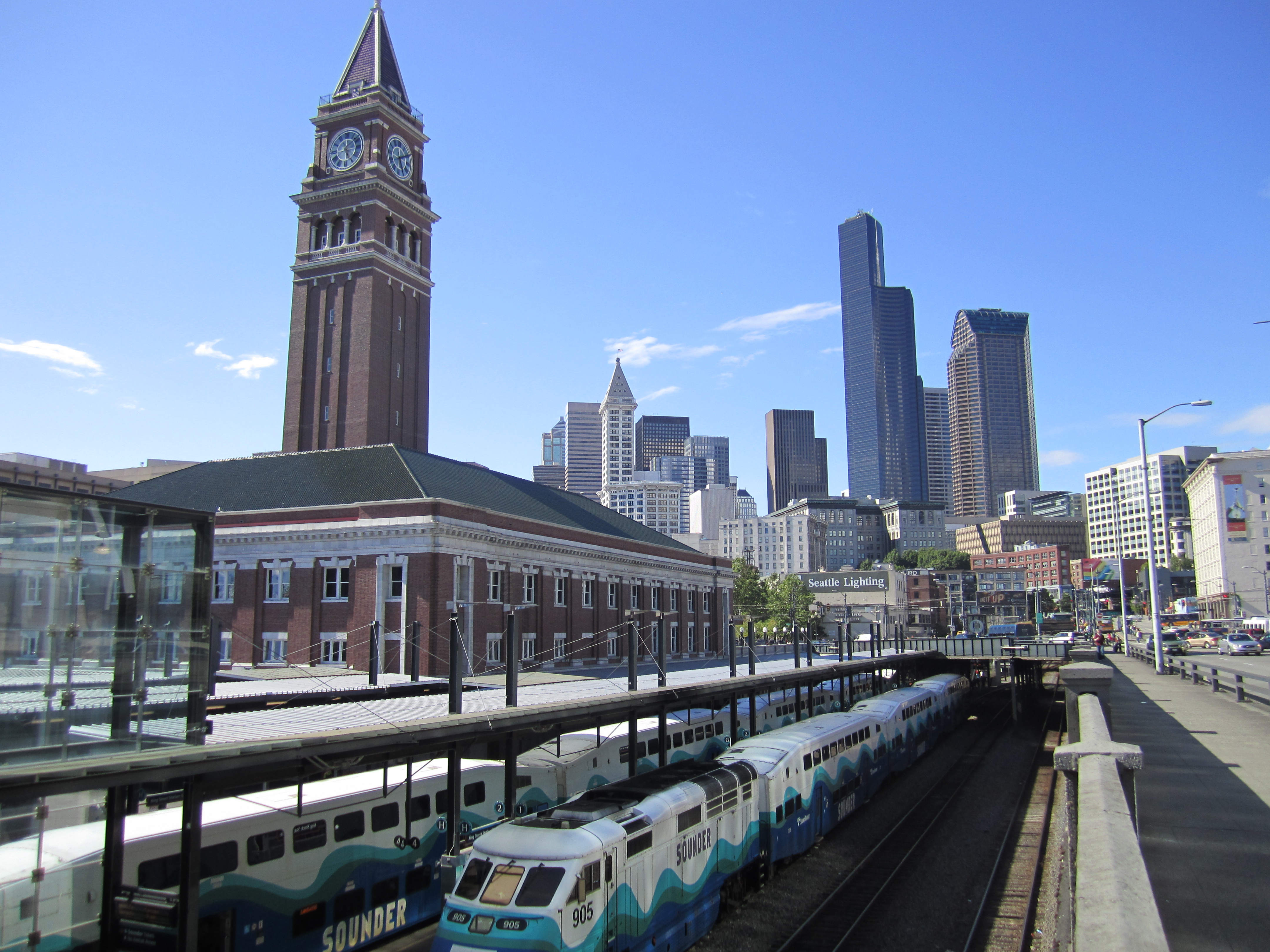
キングストリート駅とサウンダー通勤鉄道の列車

ダウンタウン南端にキングストリート駅があり、アムトラックのシカゴとの間を結ぶ大陸横断長距離列車エンパイア・ビルダーやシアトル - ポートランド - オークランド - ロサンゼルス間を結ぶコースト・スターライト、国境を越えたカナダのバンクーバー - シアトル - ポートランド - ユージーンを結ぶアムトラック・カスケーズなどが発着する。
シアトル都市圏の公共交通機関であるサウンド・トランジットがサウンダー通勤鉄道を運営している。北のエバレットと南のレイクウッドの間で平日の朝夕に数便の列車が運行している。
サウンド・トランジットはリンク・ライトレール（en:Link light rail）も運営している。2025年時点では、1号線、2号線、T線の3路線を運行している。T線はタコマ市内にあり、実質的に路面電車である。3線はそれぞれ離れて運行しているが、2026年中に2号線が延伸され1号線と連絡する予定である。

### フェリー
- ワシントン州営フェリー（en:Washington State Ferries）

ダウンタウンからベインブリッジアイランドなどへ向かう路線がある。ほとんどの路線がピュージェット湾の中を走っているため、事故や遅延が少ない。
船内アナウンスでは「世界でもっとも安全なフェリーシステムのひとつ」と案内している。

### バス

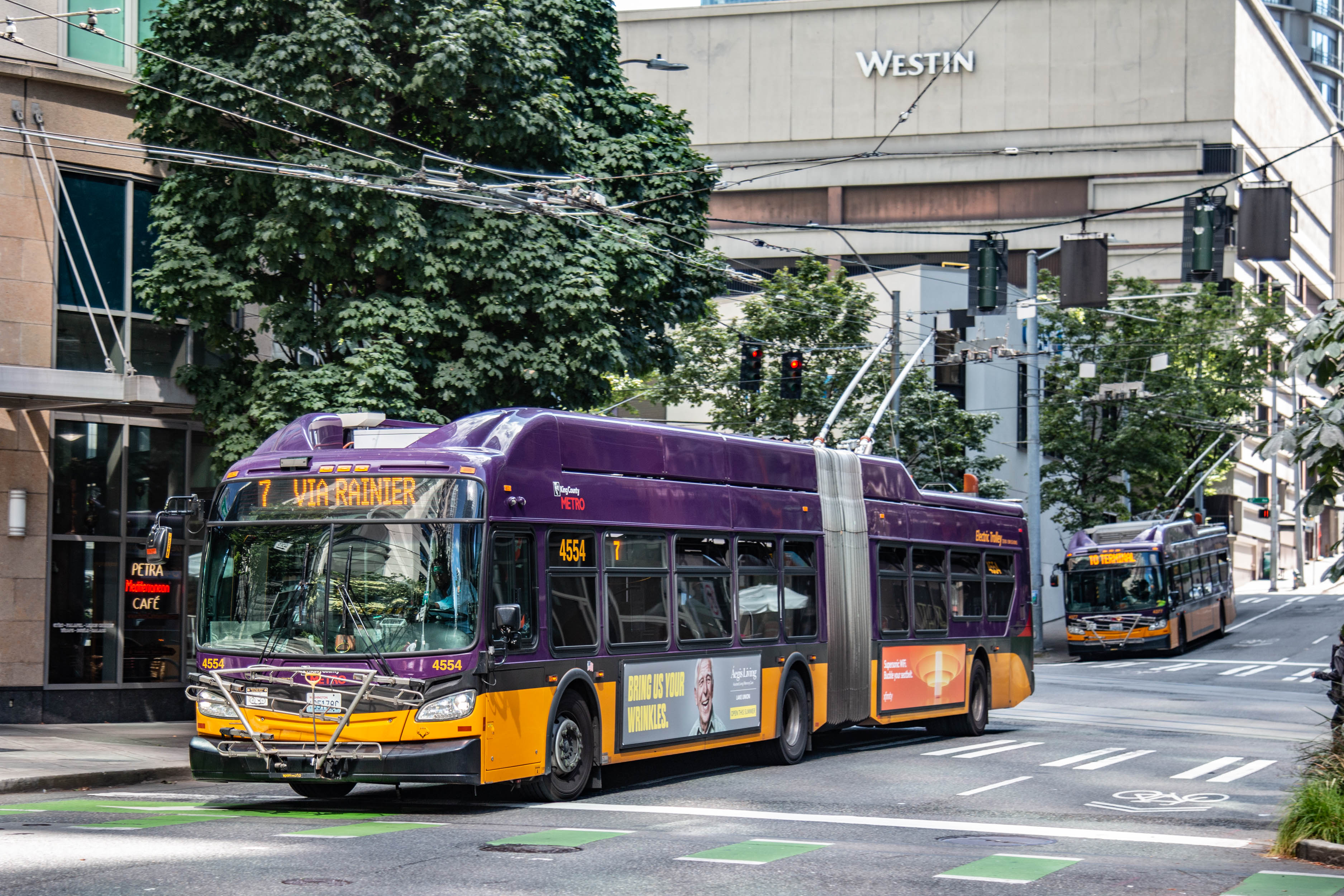
シアトルのトロリーバス

2012年9月まではダウンタウンで無料乗車区間があり、平日休日に関わらず6時から19時の間は無料でバスに乗車できた。キング郡メトロの路線では相互間で乗継制度もある。コミュニティ・トランジット、サウンド・トランジットの路線ではゾーン制運賃となる。いずれの路線においてもIC乗車券"ORCA"（One Regional Card for All）が使用できる。
通常のディーゼルエンジンによるバスだけでなく、トロリーバスで運行されている路線もある。
また、RAPID RIDE系統を中心に、無料でインターネットが使えるバスもある(Wi-FiBus)。

### トランジット・トンネル

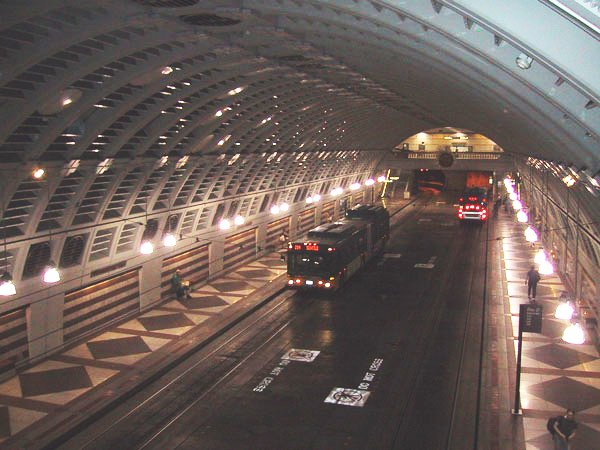
バスのみで運行されていた頃のトンネル（2004年8月）

ダウンタウンの地下には、地上道路の渋滞を避けるため1990年に開業したバス・ライトレール専用の「ダウンタウン・シアトル・トランジット・トンネル」（en:Downtown Seattle Transit Tunnel）と呼ばれるトンネルがあり、I-90経由・レントンなどへ向かう一部のバスが、このトンネル経由で運行された。かつては全線が6時から19時までバス無料区間に含まれていたが、2011年8月にキング郡行政長官のダウ・コンスタンティン（当時）は、バス無料区間を2012年10月をもって終了すると発表、実際には9月29日から有料化した。
トランジット・トンネル内ではバスはディーゼルエンジンから電気（トロリーバス）に切り換えて走っていたが、ライトレール乗り入れ対応工事終了後は電力線を必要としないハイブリッドバスに置き換えられた。もともとトンネルは軌道系の交通機関が走ることを想定されて建設され、レールなども敷かれていたが、ライトレール建設が長年実現しない間に技術など取り巻く環境が変化したため、2005年9月24日から2007年9月24日まで、2年間に渡るトンネル閉鎖を含む工事が行なわれた。セントラルリンク・ライトレール（リンク・ライトレール）開業後は、バスとライトレールがトンネルを共用したが、2019年3月23日をもってバスが撤退し、ライトレール専用になった。
2009年7月18日、セントラルリンク・ライトレールがダウンタウン・シアトルのウエストレイクとタクウィラ国際大通りの間で開業、12月19日にはシアトル・タコマ国際空港まで延長された。車両は近畿車輛製の車両をアメリカ本土でノックダウン生産したものが導入された。その後、北のワシントン大学を経由してリンウッドに至る路線と東のベルビューを経由してレドモンドに至る路線が開業した。

### モノレール

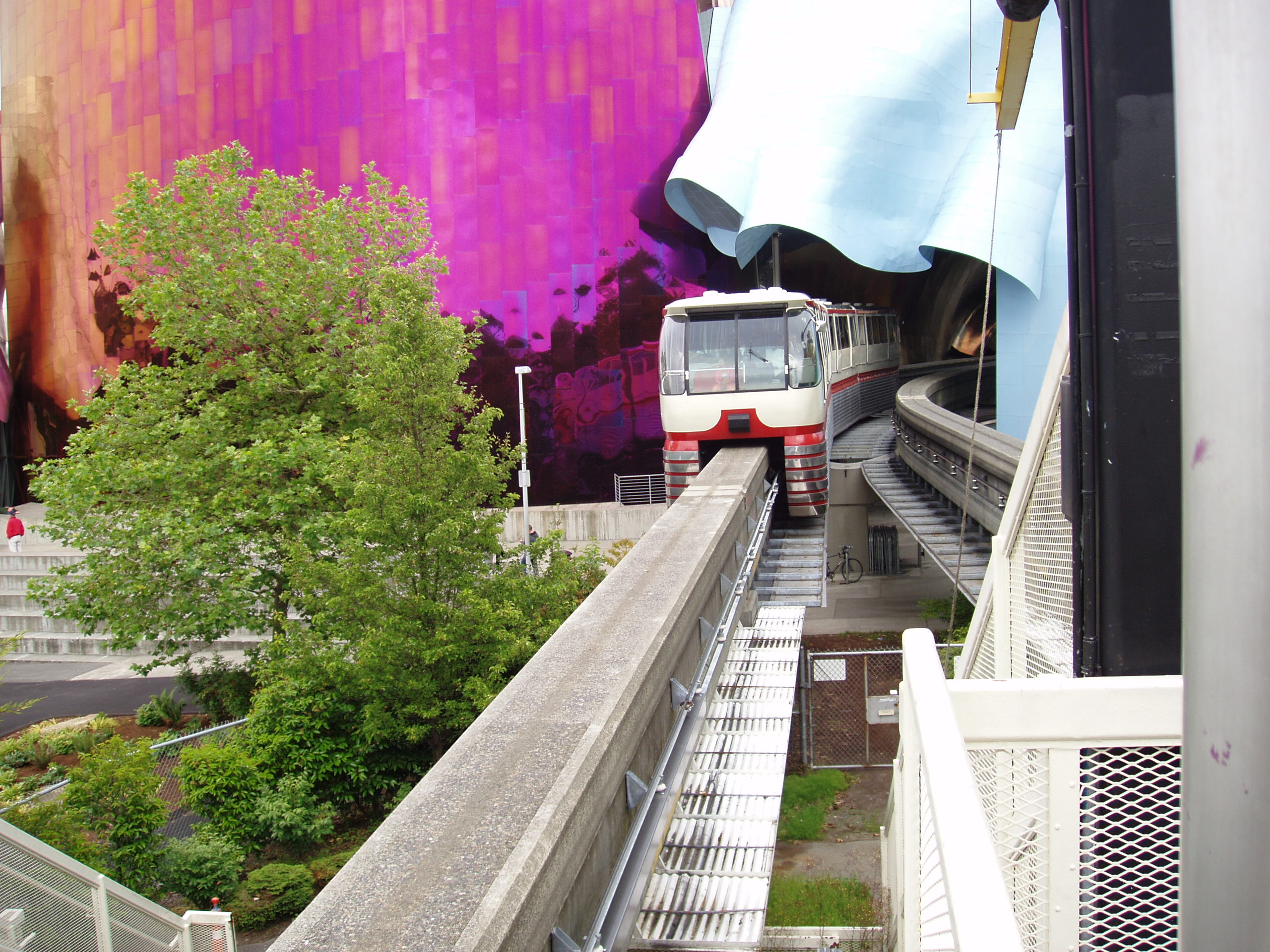
モノレールはシアトル・センターのミュージアム・オブ・ポップカルチャーを貫通して通っている

スペースニードルなどがあるシアトル・センターと市中心部のウェストレイク・センターを結ぶ約1.6キロメートルの区間をシアトル・センター・モノレールが走っている。このモノレールには軌道が2本あり複線のように見えるが、複線ではなくポイントのない単線並列であり、赤編成と青編成の2編成がそれぞれの軌道を走っている。1962年の万国博覧会にあわせて開業した。この路線が採用したアルウェーグ式は東京モノレールなど日本のモノレールにも大きな影響を与えた。現存唯一のアルウェーグ社製モノレール車両として貴重な存在であるが、かなり年月が経過しており近年は故障も多発している。しかしながら、車両の置き換え計画が発表されていない一方、運転装置はタッチパネルとジョイスティックで操作するタイプに近年更新されており、赤編成で使用していた旧型運転台の一つが取り外し後にボランティア組織である「モノレール協会」(The Monorail Society)に譲渡されている。

## 姉妹都市
シアトルは以下の21つの姉妹都市を有している。
| - ベエルシェバ（イスラエル国） - ベルゲン（ノルウェー王国ホルダラン県） - セブ（フィリピン共和国セブ州） - 重慶市（中華人民共和国） - クライストチャーチ（ニュージーランド） - 大田広域市（大韓民国） - ゴールウェイ（アイルランド） | - グディニャ（ポーランド共和国） - ハイフォン（ベトナム社会主義共和国） - 高雄市（中華民国） - 神戸市（日本） - リンベ（カメルーン共和国） - マサトラン（メキシコ合衆国） - モンバサ（ケニア共和国） | - ナント（フランス共和国） - ペーチ（ハンガリー共和国） - ペルージャ（イタリア共和国） - レイキャヴィーク（アイスランド共和国） - シアヌークビル特別市（カンボジア王国） - スラバヤ（インドネシア共和国） - タシュケント（ウズベキスタン共和国） |

## 関係者

### 出身者
- 高美以子（日系アメリカ人女優）
- ビル・ゲイツ（実業家、起業家、慈善家）

### 居住その他ゆかりある人物
- 山田わか（日本の女性運動家） - 1879生。渡米後、騙されシアトルで娼婦として苦界に身を沈めていたが、のちにサンフランシスコへ脱出。
- 奥田平次（実業家） - 第二次世界大戦中の排日運動下において日本人の擁護に尽力した。
- イチロー（プロ野球選手） - 大リーグ移籍時から居住[26]。

## ギャラリー

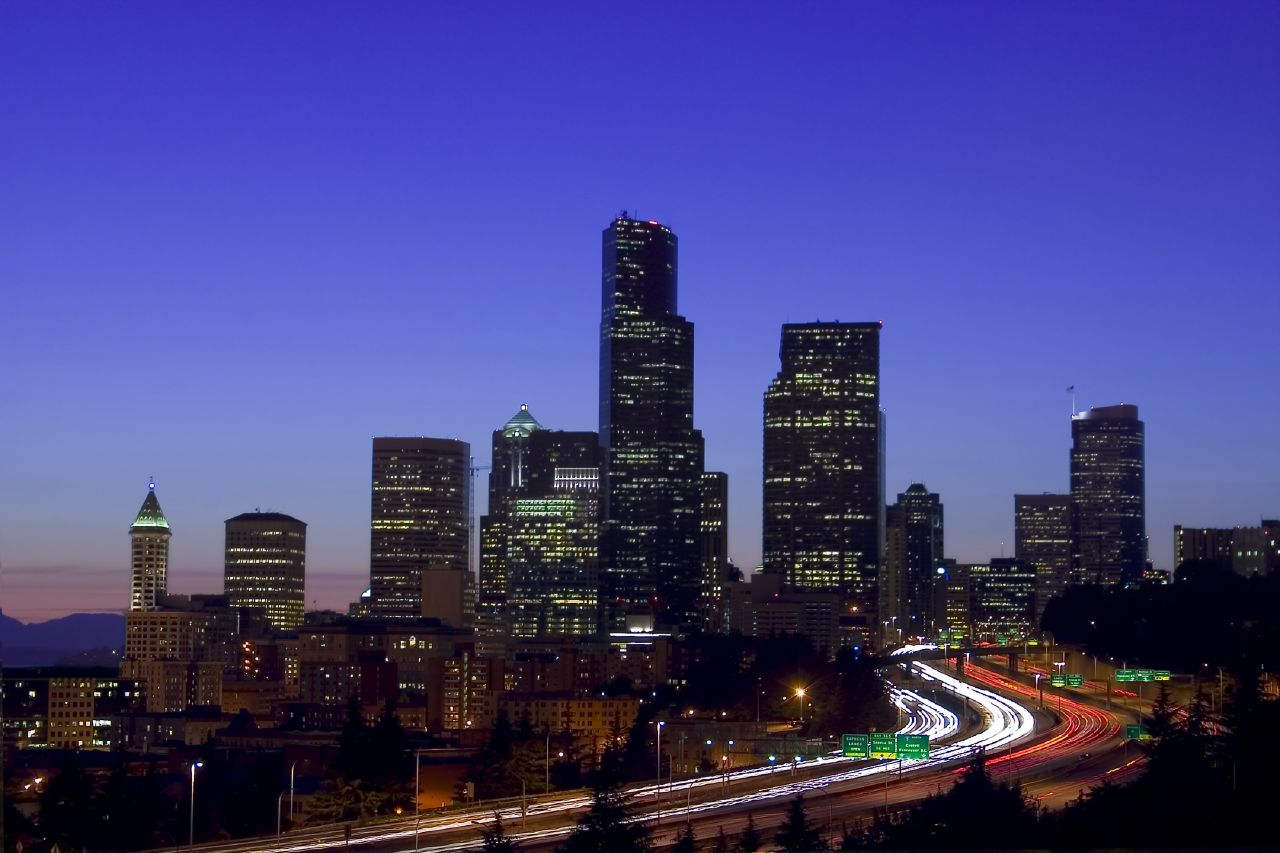
夜景1
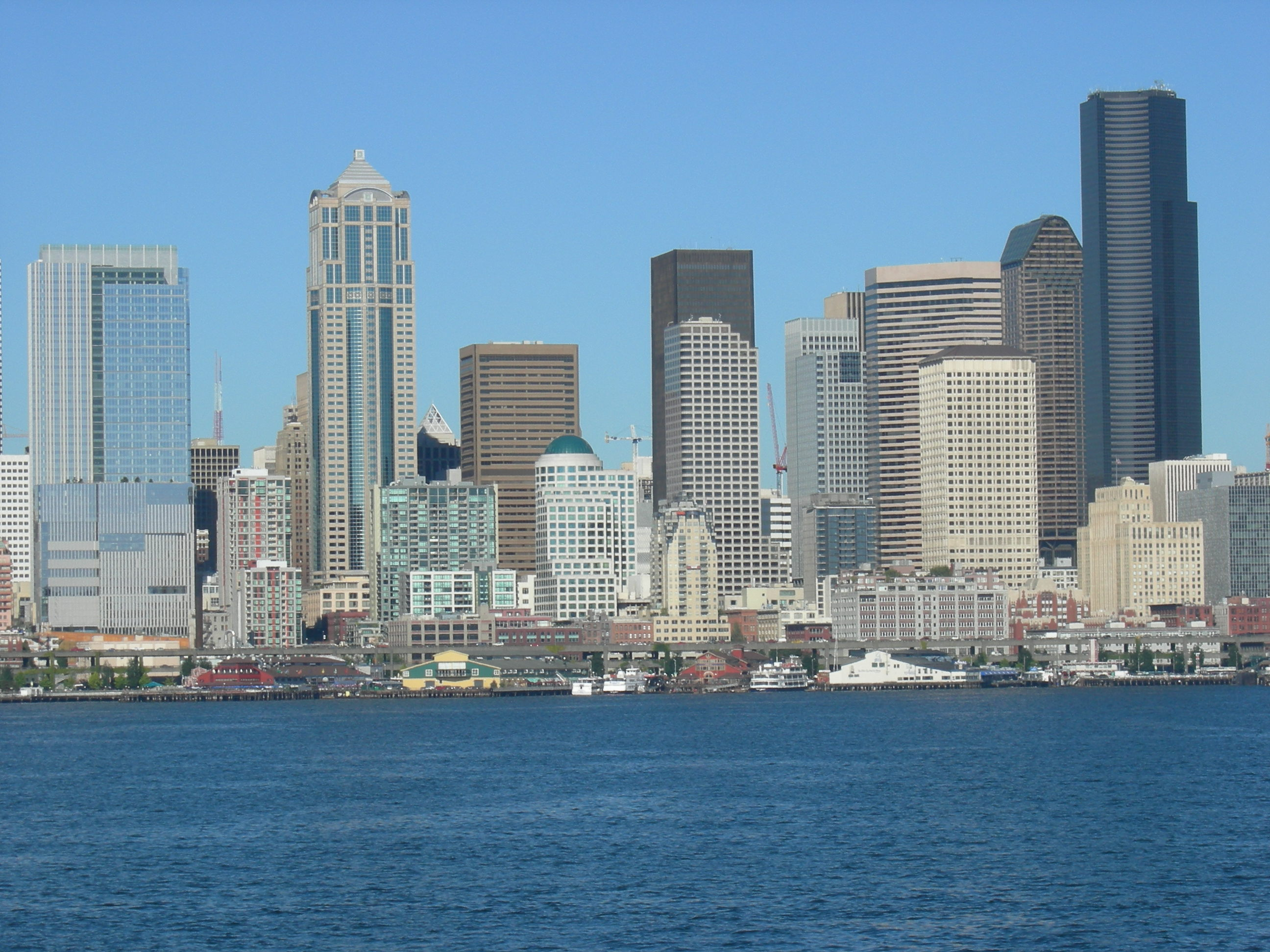
昼間1
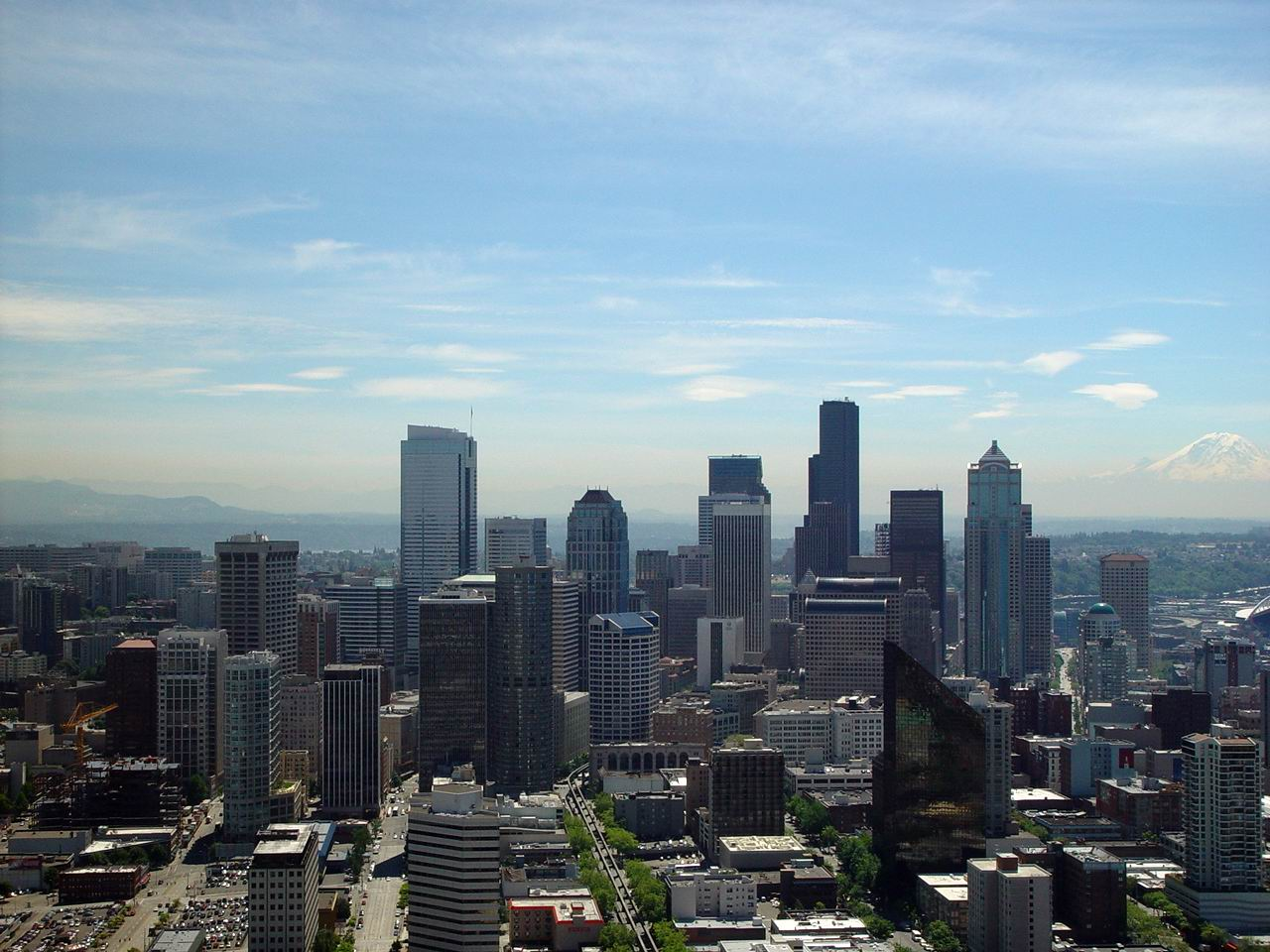
昼間2
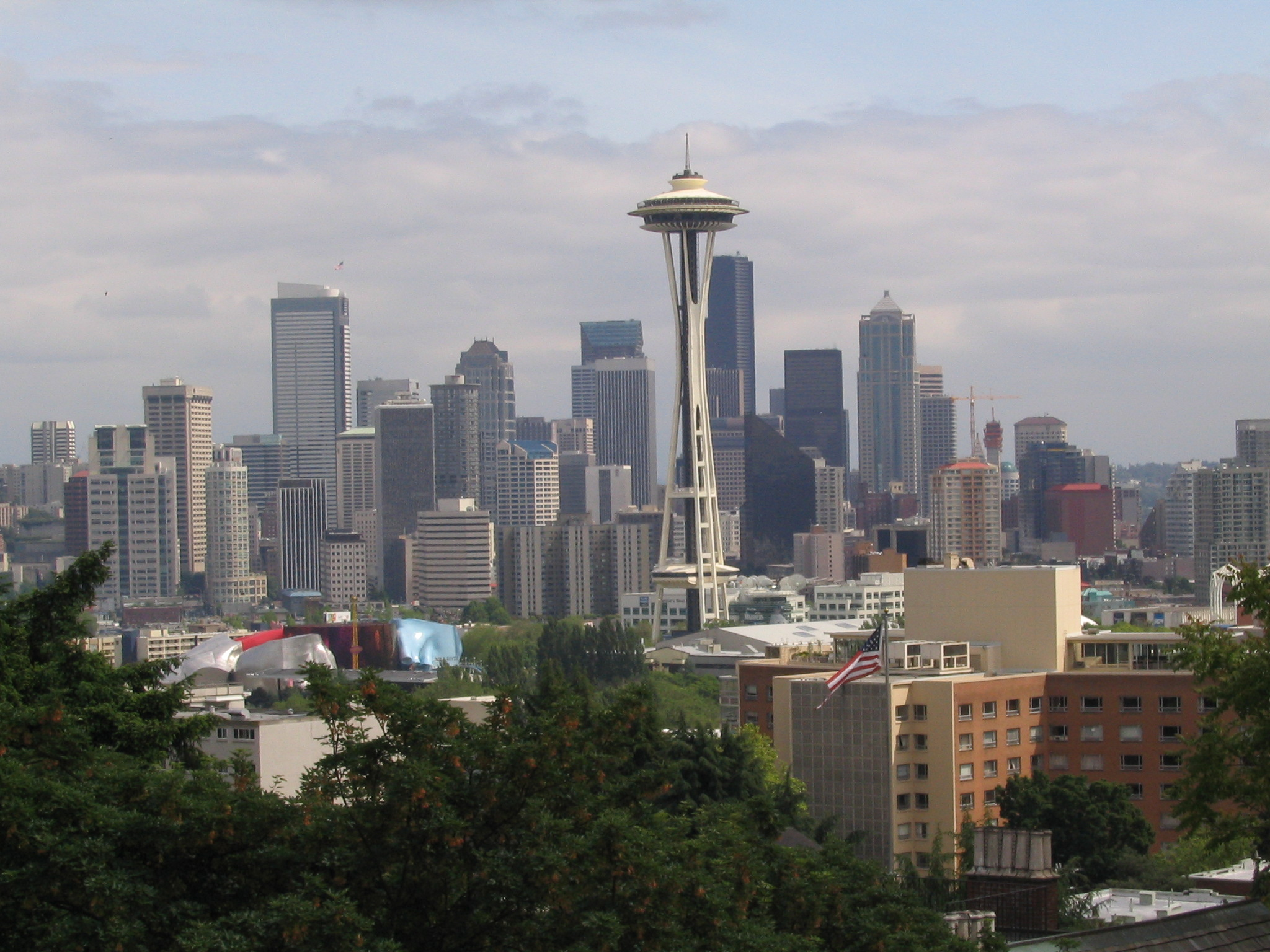
昼間3
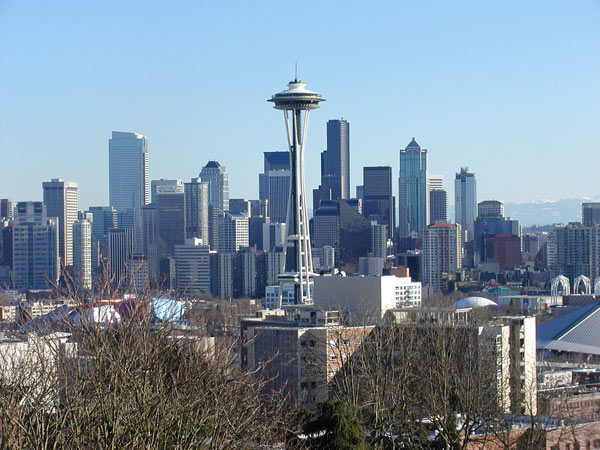
昼間4
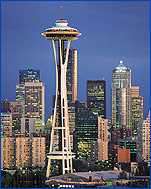
夜景2
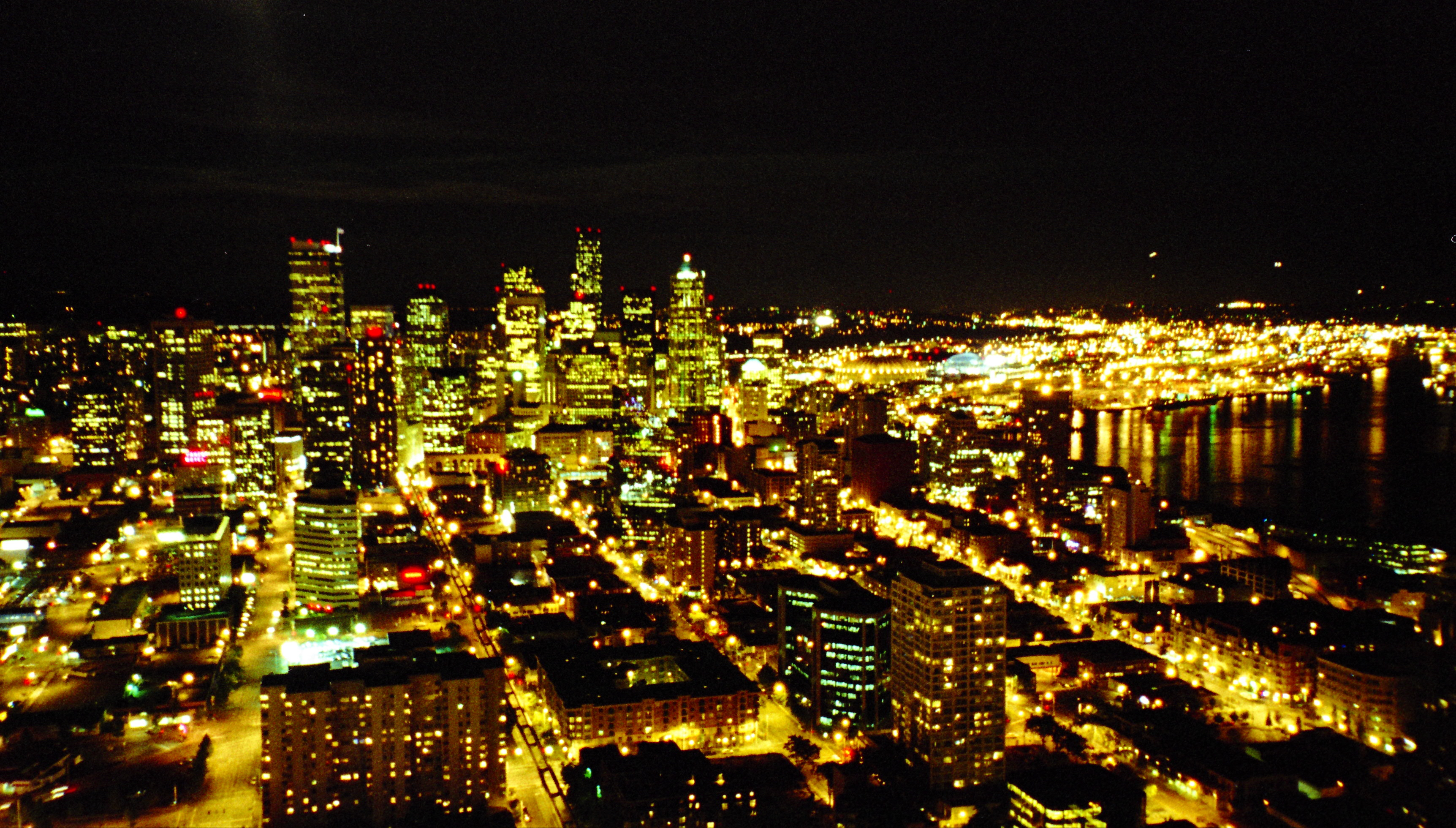
夜景3
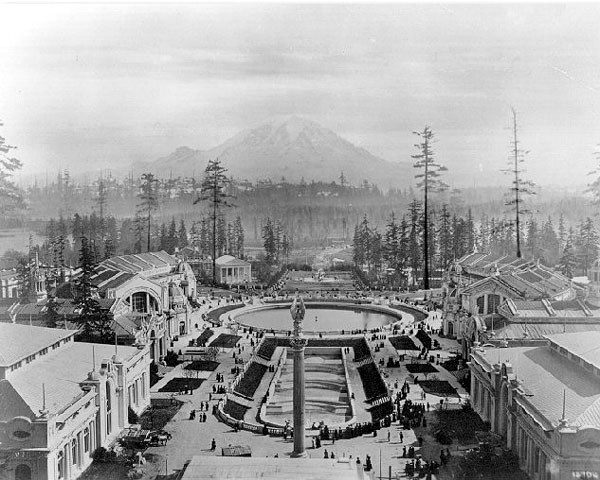
1909年シアトル博覧会。「日本日」（Japan Day）では渋沢栄一が挨拶をした